# 北海道道470号更别停车场线
北海道道470号更别停车场线（日语：北海道道470号更別停車場線）是一条位于北海道十胜综合振兴局管内河西郡更別村的普通道级道路（北海道道）。

## 道路概况
- 起点：北海道河西郡更別村更別（旧国铁更别站）
- 終点：北海道河西郡更別村更別
- 总距离：0.8千米

## 经过的自治体
- 十勝综合振兴局
  - 十勝郡更別村

## 主要连接道路
- 北海道道472号更南更别停车场线（起点 - 更別村更別）：重複
- 国道236号（终点）
- 北海道道716号驹畠更别线（终点）

## 历史
- 1963年（昭和38年）10月23日 - 路線勘定（北海道告示第2333号）